# Португальське Конго
Португальське Конго (30 квітня 1885 — 15 травня 1920 рр) — одна з колоній Португалії, що виникла по завершенні Берлінської конференції про розподіл Африки між європейськими державами.
Португальське Конго було, певною мірою, наступником недовго існувавшого Протекторату Кабінда (1 лютого 1885 — 30 квітня 1885), хоча Португальське Конго і відрізнялося від нього як у правовому (тепер воно мало більш низький статус колонії), так в територіальному відношенні (після конференції воно більш не мало виходу до гирла річки Конго, поступившись частину своєї території Вільній державі Конго під управлінням бельгійського короля). У такому вигляді Португальське Конго проіснувало до адміністративно-територіальної реформи 1920 року, за умовами якої воно втратило статус окремої колонії і стало однією з провінцій інший португальської колонії (Португальська Західна Африка; нині — Ангола), по відношенню до якої, як і по відношенню до самої Португалії, воно було ексклавом.
Повне підпорядкування Кабінди Анголі було болісно сприйнято місцевим населенням. Тубільні вожді продовжували оспорювати правомірність такого пониження статусу протекторату до рівня колонії з подальшим приєднанням її до Анголи протягом усього португальського контролю. У 1975 і 2002 роках лідери місцевого політичного підпілля Кабінди проводили спроби оголосити незалежність Кабінди від решти Анголи на основі свого первісного статусу автономного протекторату, але обидва рази зазнали поразки.